# Marco Davanzo
Marco Tiziano Davanzo (* 25. Juli 1872 in Ampezzo; † 2. Juli 1955 (ebenda)) war ein italienischer Maler.
Davanzo zog in jungen Jahren aus seiner friulischen Heimat nach Venedig, wo er von 1888-1892 die Akademie der Schönen Künste besuchte und Schüler von Ettore Tito und Antonio Dal Zotto wurde. Dadurch wurde er zunächst vor allem vom klassischen akademischen Ansatz geprägt, er lernte dann aber auch, als er in der Folge Student an der Freien Aktschule der Akademie wurde, die europäische moderne Malerei kennen, die sich 1895 auf der ersten internationalen Kunstbiennale von Venedig präsentierte. Besonders Giovanni Segantini mit seiner pointillistischen und symbolistischen Technik beeindruckten Davanzo, der allerdings selbst eher konventionell blieb. 1893 hielt sich Davanzo in Rom auf, um die dortigen Kunstsammlungen zu studieren, 1895 kehrte Davanzo dann nach Ampezzo zurück, hielt aber Kontakte zu seinen venezianischen Kunstfreunden (darunter Pietro Fragiacomo) aufrecht.  
Typisches Sujet Davanzos in der Folgezeit waren Berglandschaften, sowohl mit winterlichen Schneemotiven als auch im klaren Sonnenlicht. An der Biennale von 1903 nahm er mit seinem Gemälde Winterabend teil, das später auch in Paris und München ausgestellt wurde (heute in der Kunstgalerie Udine). Bekannt ist auch das 1908 entstandene großformatige Gemälde Stille (ausgestellt in München und Udine). Auch seine Frau Anna Benedetti, die er 1900 geheiratet hatte, taucht regelmäßig auf seinen Naturlandschaften auf, ebenso wie die 1901 geborene Tochter Elisa. Nachdem er immer wieder Ausflüge in die Karnischen Alpen unternommen hatte, um diese in seinen Bildern einzufangen, zwang ihn der Erste Weltkrieg, der diese Gegend zum Kriegsschauplatz machte, zum Umzug in die Marken. Auch in der Zwischenkriegszeit bleibt Davanzo hochproduktiv und seinem Sujet treu und Ende der 30er und Anfang der 40er Jahre lässt er seine Bilder wieder in mehreren norditalienischen Städten ausstellen (1938 in Mailand, 1941 in Triest, 1943 in Udine). Mit 82 Jahren stirbt er schließlich in seiner friulischen Heimatstadt.
In Ampezzo befindet sich auch eine Dauerausstellung seiner Werke in der dortigen Pinakothek.
| Personendaten    | Personendaten                               |
| ---------------- | ------------------------------------------- |
| NAME             | Davanzo, Marco                              |
| ALTERNATIVNAMEN  | Davanzo, Marco Tiziano (vollständiger Name) |
| KURZBESCHREIBUNG | italienischer Maler                         |
| GEBURTSDATUM     | 25. Juli 1872                               |
| GEBURTSORT       | Ampezzo                                     |
| STERBEDATUM      | 2. Juli 1955                                |
| STERBEORT        | Ampezzo                                     |